# Mieczysław Sulisławski
Mieczysław Tomasz Sulisławski, pierwotnie Szulisławski (ur. 21 grudnia 1894 w Janowie, zm. 27 czerwca 1975 w Londynie) – pułkownik dyplomowany Wojska Polskiego.

## Życiorys
Urodził się 21 grudnia 1894 w Janowie, w rodzinie Edwarda i Zofii z Rybotyckich. U kresu I wojny światowej, jako podporucznik rezerwy uczestniczył w przejmowaniu garnizonu przez Polaków. Jako były oficer c. i k. armii został przyjęty do Wojska Polskiego i zatwierdzony w stopniu porucznika. Został awansowany na stopień kapitana piechoty starszeństwem z dniem 1 czerwca 1919. Odbył Kurs Normalny 1921–1923 (II promocja) w Wyższej Szkole Wojennej uzyskując tytuł oficera dyplomowanego. Następnie został awansowany na stopień majora piechoty starszeństwem z dniem 15 sierpnia 1924. W latach 20. był oficerem 35 Pułku Piechoty w Łukowie, skąd w 1924 był przydzielony do Oddziału IV Sztabu Generalnego WP. W 1928, pozostając z przydziałem do 26 Pułku Piechoty, służył w składzie osobowym Inspektora Armii „Lwów”. W latach 30. był wykładowcą w Wyższej Szkole Wojennej. W tym latach został awansowany na stopień podpułkownika. W czerwcu 1936 razem z ppłk. dypl. Karolem Hodała i ppłk. dypl. Stanisławem Sadowskim powołany został do składu specjalnej ekipy pod kierownictwem płk dypl. Jana Jagmin-Sadowskiego, która na podstawie wytycznych szefa SG WP, gen. bryg. Wacława Stachiewicza, jego zastępcy, gen. bryg. Tadeusza Malinowskiego lub szefa Oddziału I, płk. dypl. Józefa Wiatra opracowywała oddzielne referaty, dotyczące rozbudowy poszczególnych działów wojska lub rodzajów broni. Opracowane referaty były podstawą sześcioletniego planu rozbudowy i modernizacji WP (1936–1942). Później został szefem tej grupy; od 30 kwietnia do 1 listopada 1937 był kierownikiem samodzielnego referatu w Oddziale I Sztabu Generalnego WP, w tym roku opracował plan modernizacji armii polskiej. 28 lipca 1939 objął funkcję szefa Oddziału IV SG, zastępując płk. dypl. Jana Hyca.
Podczas II wojny światowej w szeregach Polskich Sił Zbrojnych w stopniu pułkownika pozostawał szefem Oddziału IV, a jednocześnie pełnił obowiązki zastępcy szefa Sztabu Naczelnego Wodza. Po wojnie pozostał na emigracji w Wielkiej Brytanii. Brał udział w pracach Komisji Historycznej Polskiego Sztabu Głównego w Londynie. Zmarł 27 czerwca 1975 w Londynie.

## Ordery i odznaczenia
- Złoty Krzyż Zasługi (16 marca 1934)[16]
- Srebrny Krzyż Zasługi (10 listopada 1925)[17]
- Odznaka Pamiątkowa Generalnego Inspektora Sił Zbrojnych (1936)
- Order Imperium Brytyjskiego (Wielka Brytania)[11]